# 中空知防衛軍
『中空知防衛軍』（なかそらちぼうえいぐん）は、あさりよしとおの漫画。ロボットものSF作品である。

## 作品概要
元々は、1983年夏に「スタジオハイパーナイト」というサークルから発行された「中空知防衛軍」および同年末に発行された「中空知防衛軍II ホゲラの逆襲」（B5判56ページ）という同人誌だった。編集後記及び奥付によると、編集はあさりよしとお本人の他、編集長として成沢大輔が参加、さらに「II」はスタッフとして伊藤オレノ、新沢克彦、会川昇が参加している。
この同人誌に収録された作品からストーリーの根幹部分のみが残され、全面的に書き直された上で、徳間書店の雑誌『リュウ』に1985年11月号から1986年7月号にかけて5回連載された。
のちにアニメージュコミックススペシャルから単行本として1989年に刊行された。この時、あとがきでは完全新作として書き直したものを発表することを公約している。本書には巻末に短編2本、『巨大ロボ北海道に現わる』『復活! 無節操超超巨大戦闘兵器』を収録している。
その後、少年キャプテンコミックススペシャルからも単行本が1994年に刊行された。巻末にさらに読切作品『がんまサイエンス』が増えている。

## ストーリー
ある日、中空知では局地的地震の発生、謎の円盤や怪しい人影の目撃が相続いていた。2人の女子高生は、ふとしたきっかけで謎の人物の暗躍を目のあたりにしてしまい、宇宙人の侵略計画に巻き込まれていくことになる。自衛隊の兵器も通用しない宇宙人の兵器に唯一対抗できるのは、地球防衛軍の秘密兵器のみ。しかし、防衛軍も公務員であり、すべての侵略対応はお役所仕事のペースでなされるので、主人公2人は不安を覚える。そして彼女たちは防衛軍の装備を強奪して、独自の作戦で自分たちも反撃に移る。
本作の舞台はタイトル名が示す通り、北海道の一地方、中空知の滝川市を舞台としている。ただし冒頭では一応、すべて架空のものであり、実在の地名や人名とは関係ないと断っている。

## 登場人物
ルリ子
本作の主人公の1人で、中空知の高校に通う女子高生。癖のあるショートヘアの少女で、身長は低めに描かれている。いわゆる特異体質で、赤外線や超音波など、通常の人間の視覚・聴覚では認識されない範囲の電磁波や音波を認識することができる。そのために着陸してきた宇宙船を発見してしまった事が、物語の発端となる。一方で、性格は主要登場人物の中では比較的常識人であり、友人の淳をはじめとした周囲の突飛な行動に辟易させられている。
淳
本作の主人公の1人で、ルリ子と同じ学校に通う女子高生。同級生と推測できるが、作中特に言及されてはいない。名前の読み方は不明。ストレートの髪をボブカットとセミロングの中間程度の長さにしている少女で、身長はルリ子よりやや高め。ルリ子とは対照的に、普通の人間だが、性格はお調子者でノリ易く、無鉄砲。面白いイベントや事件には目がない。
ルリ子は淳の性格に辟易している面もあるが、親にも相談できないようなことを打ち明けられる相手でもある。
防衛軍職員（中年）
作中での名前の言及はなし。中年程度の男性で白髪、メガネをかけている。一見事務系の公務員の典型のような風体。作中で74式PSに搭乗して活動している。

防衛軍職員（青年）
作中での名前の言及はなし。壮年期の青年程度の男性で、眼鏡をかけている。主に装備品のオペレーターを担当している。防衛軍周り以外のことでも常識からずれている。余計な一言を言って始末書を書かされている。
宇宙人
地球を侵略しに来た宇宙人。外見は地球人とほとんど変わらない。本来の出生の惑星を失い、宇宙を数千年もの間流浪してきた民族である。その過程で、何らかの原因（それが何かは彼ら自身にもわかっていない）で女性が途絶えてしまい、種の存続をクローン培養に頼っている。その繰り返しによりまともに生まれてくる子供が激減してしまっているため、偶然発見した、自分達と同タイプの地球人の女性を使って子孫を残そうとしていた。というのが建前だが、実はその裏側には、また別の“本来の”目的があった。
なぜか誰も彼もサングラスと防毒機能のあるヘルメットを常に着用し、外す必要があるシチュエーションでも外さない。下記のマツナガはヘルメットを外した状態で地球に降りているため、彼らに地球の大気が有毒ということではない模様。
司令
宇宙人の侵略部隊の司令官。外見は他の宇宙人とほとんど同じだが、ヘルメットの左上部にマークが入っていることで識別できる。防衛軍の人間より常識的。だが、好色。
マツナガ
宇宙人の機動兵器『ホゲラ』のパイロット。外見は地球人の青年そのもの。優秀ではあるようだが、激昂して冷静な判断ができなくなることがあり、ドジでおっちょこちょいな一面がある。好色でルリ子に迫り、デートの条件を貰えたことから、味方を裏切って防衛軍に加勢する。
シンデン
『ホゲラ』のパイロット。外見は地球人の青年そのもので、美形。優秀なエースパイロットで、防衛軍も彼に対してには決め手を欠くことになる。武人の性格の持ち主だが、同性愛者。
名前の由来は帝國海軍局地戦闘機『震電』から。（→下記#作品の背景も参照）
車長
陸上自衛隊の74式戦車に登場する、青年から中年ぐらいの男性隊員。最初の無人ホゲラと戦い、背後に回り込もうとしたが戦車ごと吹っ飛ばされた。だが生きていた。その後、ホゲラMK-IIに対して飛行中を襲い、一矢を報いている。言動から現場の叩き上げであることを想像させる。後半は登場しなくなった。

## 登場メカ

### 防衛軍
74式装甲倍力服
防衛軍の主力装備品のひとつ。正式名称の「装甲倍力服」とは「Powerd Suit」の和訳で、作中でも初登場時以降は「74式PS」の略称を使用している。整備時の全高は人間よりやや高い程度で、頭部にはモニターのためのモノアイが装備される。背部と両下腕部にオプション用のペイロードがあり、パワーローダー付ガトリング銃、戦術核擲弾筒、小型グレネードランチャーなどが登場している。なお数量の表示が“輌”であることから、車両扱いと推測される。
作中に2輌登場し、1輌は淳の勝手な行動で半壊。以降は胴体前面部分のパーツが無い様態で運用された。そのため、後の『モビルスーツ少女』のような外見になった。
後年、「ワッハマン」にて「74式強化装甲服一型」という名称で再登場している。
自走パラボラ式光線砲『マーク』
防衛軍の主力装備品のひとつ。英文記述は「MARK」で、パラボラ光線砲の基部にも記載されている。5本の強靭な脚を搭載し、不屈の闘志をプログラムすることで、光線兵器の欠点である機動性と運動性の低さを克服している。当初は脚を使った格闘戦ばかりしていた。数量の表示はパワードスーツと同じく“輌”で、車両の扱いと推測される。
空中戦艦「栄光丸」
200mmガトリング砲の主砲と、対150mm砲の装甲をもつ重装甲の飛行戦艦。だが、重量がありすぎて飛ばないため、普段は月極駐車場に野ざらしにされており、マークが敵を叩くための鈍器として使われていた。主砲は遠隔操作可能。最後はマツナガがホゲラMK-IIでこれを扱った。
85式装甲倍力服
ホバーユニットと一体になったパワードスーツ。こうした拡張装備と一体で使うことが前提とされているようで、単体での取り回しは非常に悪い。搭乗者は本体の前後に対して後ろ向きに乗る。最新鋭の装備品。なお、74式PSの直接の後継というわけではない。
初登場時は86式とされていた。これは1989年のアニメージュコミックス版でもそのままになっている。

### 宇宙人

#### 無人ホゲラ
宇宙人の主力装備品として登場する、モグラをデフォルメナイズしたようなデザインの巨大歩行型ロボット兵器。遠隔操縦の無人兵器である。
基本型
最初に登場したホゲラ。動きは鈍いが、装甲は厚く、74式戦車の105mm主砲をことごとく跳ね返す。目にビーム兵器が搭載されており、戦車程度はこれで薙ぎ払う。マークに格闘戦を挑まれて敗れた。
火力支援型『ホゲラキャノン』
右肩部に大口径砲を搭載した、火力支援型ホゲラ。装備がビーム兵器か実体弾かは不明。頭部に『機動戦士ガンダム』のRX-78『ガンダム』のようなアンテナ・センサー部がついている。全体的なシルエットはMSVで登場した『ザクキャノン』を髣髴とさせる。
バリアーホゲラ
無人型のバリエーションのひとつで、背部に光学バリアー用のスクリーン形アンテナを背負っているのが特徴。
この他、作業用、水中用等が存在する。無人型ホゲラではいずれもマークには勝てなかった。

#### その他
ホゲラMK-II
無人ホゲラと共通するデザインを持つが、こちらは有人による操縦で、格闘戦での機動力が高められている。タックル用の刺突付ショルダーヘッドや、右肩のショルダーシールドなどは『機動戦士ガンダム』のMS-06 『ザク』を髣髴とさせるものになっている。標準装備は砲口にカウンターウェイトを装着したパワーローダー付ロケット銃（マツナガはこれのことを『バズーカ』と呼称していた）と、鉈状の対装甲用の大型刀具。また頭部右寄り前面に2門の機関砲を搭載している。高推力のバーニアと空中機動用の補助翼を持つが、基本的には陸上兵器である。
移動式地下要塞
その名の通り、移動式の基地施設。その形状は逆さまにした釜である。上部に換気用と思しきファンのグリルが見えるが、移動用の動力は持っておらず、作業用ホゲラに牽引されて移動する。
拳銃
形式不明の拳銃。SFによくある光線銃のようなデザインをしているが、地球のオートマチック拳銃に共通する点もある。マツナガが脱出時の自衛用に所持していたが、淳に奪われる。

### 自衛隊
74式戦車
陸上自衛隊の主力戦車。当時はまだ90式戦車の登場前であり、冷戦下の西側諸国でも強力な部類に入る戦車だったが、当初ホゲラには手も足も出なかった。しかし、後に飛行中のホゲラMk-II（マツナガ機）に砲撃を浴びせ撃破している。
87式自走高射機関砲
74式戦車をベースとした自走対空機関砲。マツナガ機撃破のシーンで74式戦車とともに写っている。
74式自走105mmりゅう弾砲
74式戦車をベースとした自走榴弾砲。マツナガ機撃破のシーンで74式戦車とともに写っている。
マクドネル・ダグラス F-4『ファントムII』戦闘機
当時主力支援戦闘機（戦闘攻撃機）として航空自衛隊で運用されていたジェット戦闘機。基地で出撃の準備をしているシーンが描かれたが、その後ドーム型のバリアーが貼られたため戦闘には参加できなかった。
雪まつりで鍛えた土木工事の腕
メカではないが武器として活かされた。巨大落とし穴を設置し、マツナガ機を行動不能に追い込んでいる。

## 作品の背景
あさりの高校時代の様子が描かれている。防衛軍基地の施設は、同市内にある、当初の北海道開発局の事務所にあった木工職員の作業事務所のプレハブ小屋である。また、あさりの母校である道立滝川高等学校も舞台となっており、校舎は当初の外観、内部描写等は比較的忠実である。ただし、現在は新校舎になって久しく、当時の校舎は現存しない。
本作は、作品名が示すとおり映画『地球防衛軍』のパロディとした部分が多くある。ヘルメットを被った異星人の格好やドーム型要塞に始まり、異星人が使用するロボット兵器「ホゲラ」は『地球防衛軍』に登場したモゲラの、中空知防衛軍が使用するパラボラ型光線兵器「マーク」は『地球防衛軍』のマーカライトファープのパロディである。またホゲラMk-IIのカラーリングとパイロットであるマツナガとシンデンの名は、『機動戦士ガンダム』のモビルスーツバリエーションで登場したエースパイロット、シン・マツナガとジョニー・ライデンにちなんでいる。